# Réseau GDS
Pour les articles homonymes, voir GDS.
Réseau GDS (R-GDS) — historiquement Gaz de Strasbourg — est une société anonyme d'économie mixte contrôlée par la Ville de Strasbourg. R-GDS est le gestionnaire du réseau de distribution de gaz naturel de Strasbourg et de 122 communes Bas-Rhin.

## Histoire

### L'usine à gaz
L'histoire du gaz à Strasbourg débute vers 1840 avec la construction d'une usine à gaz au bout de la rue des Bonnes Gens, dans le quartier du Marais-Vert.

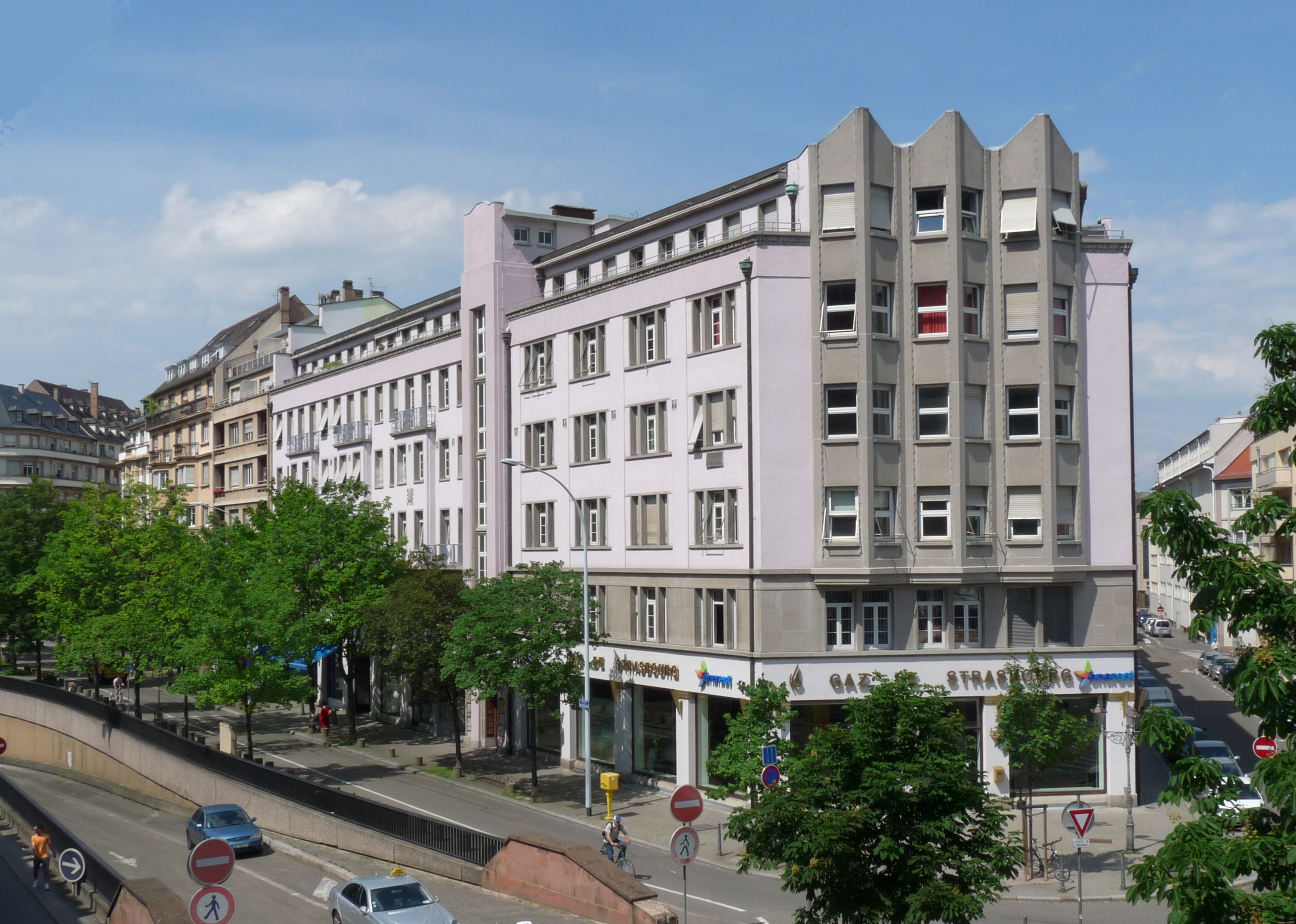
Le siège social à Strasbourg, près de la place des Halles

### Fondation de la société
En 1914, sous l'Empire allemand, la société est fondée à Strasbourg sous le nom de Gaswerk Strassburg A.G (« société anonyme de l'usine à gaz de Strasbourg »). Elle deviendra Gaz de Strasbourg après la Première Guerre mondiale lorsque la ville redevient française.
Le nouveau siège de Gaz de Strasbourg est construit en 1933 à l'angle de la place des Halles et de la rue des Bonnes Gens (13-14-15 place des Halles et 1 rue des Bonnes Gens), sur l'emplacement de l'ancienne usine à gaz.
En 1946, Gaz de Strasbourg échappe à la nationalisation. Dix ans plus tard, en 1956, Gaz de France devient le fournisseur exclusif de la société. Depuis 1969 Gaz de Strasbourg distribue uniquement du gaz naturel. En 1976, la ville de Strasbourg prolonge sa concession avec la société jusqu'en 2030.
Le groupe Total entre dans le capital de la société en 1996 puis, en 1998, Gaz de France entre également dans le capital par l'intermédiaire de sa filiale Cogac. L'année 2006 voit le départ de Total et l'arrivée de la Caisse des dépôts et consignations dans le capital de la société.
Au 1er octobre 2008, pour répondre aux exigences légales de l’ouverture des marchés, Gaz de Strasbourg s’organise désormais autour de deux nouvelles structures :
- Réseau GDS affecté à la gestion du réseau de distribution de gaz[3] ;
- Énerest Gaz de Strasbourg, filiale à 100 % de Réseau GDS et fournisseur historique de gaz naturel dans le Bas-Rhin[3].

Le 15 février 2012, la filiale Énerest Gaz de Strasbourg est vendue au groupe Électricité de Strasbourg par la ville de Strasbourg (celle-ci étant actionnaire majoritaire de Réseau GDS). Au 1er mai 2013, Énerest devient ÉS Gaz de Strasbourg.
En 2017, la société change d'identité visuelle et devient R-GDS.

### Identité visuelle (logo)

Logo jusqu'en 2008.
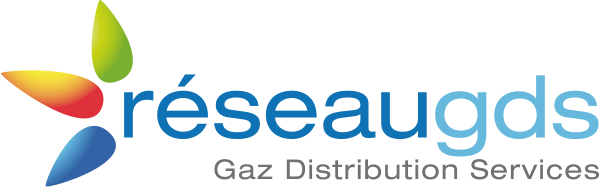
Logo de 2008 à 2017.
Depuis 2017.

## Statut
Gaz de Strasbourg est une société anonyme, mais son actionnaire majoritaire étant une collectivité locale, la ville de Strasbourg, depuis sa création, l'entreprise est également une société d'économie mixte. De ce fait, en avril 1946, lors de la création de Gaz de France et de la nationalisation des entreprises de distribution de gaz, Gaz de Strasbourg échappe au processus.
Son capital est aujourd'hui détenu par la ville de Strasbourg à 50,06 %, la Caisse des dépôts et consignations à 24,98 % et Engie à 24,89 %. 
Du fait du statut de l'entreprise, le conseil d'administration est présidé par un adjoint au maire de Strasbourg.

## Activités et filiales
La société alimente en gaz naturel environ 110 000 clients dans 119 communes et gère un réseau de distribution de plus de 2 000 kilomètres.
Le groupe GDS est composé de plusieurs entités aux compétences complémentaires : 
Réseau GDS (R-GDS) : dans sa mission principale de gestionnaire du réseau de distribution de gaz naturel (GRD), la société historique Gaz de Strasbourg, devenue R-GDS, assure le développement et l'entretien du réseau de gaz naturel sur le territoire de l'Eurométropole de Strasbourg et au-delà. L'entreprise assure l'acheminement du gaz naturel pour le compte des différents fournisseurs et joue un rôle moteur dans le développement de l'énergie gaz naturel. Au sein du « Pôle de l’énergie publique de Strasbourg », R-GDS élargit son domaine de compétence aux réseaux de chaleur, à la performance énergétique des bâtiments et aux énergies renouvelables locales. Le siège social est situé au 14 place des Halles. 
Biogénère : filiale à 60 % de R-GDS. La société apparaît en 2013 afin de transformer en bio-méthane, le biogaz produit à partir des boues organiques de la station d’épuration de Strasbourg - La Wantzenau.
EnerD2 : filiale de R-GDS et de la Société d'aménagement et d’équipement de la région de Strasbourg (SERS), la Caisse des dépôts en est également actionnaire à hauteur de 30 %. Créée en 2015 dans le cadre des "contrats de performances énergétiques" pour accompagner la rénovation énergétique des bâtiments du parc public (et du parc privé dans un second temps).
Gaz de Barr : une usine à gaz est construite à Barr en 1864, elle est rachetée à 51 % par la ville de Barr et 49 % par Gaz de Strasbourg en 1921. L'usine à gaz fonctionna jusqu'à la Seconde Guerre mondiale,. Aujourd'hui Gaz de Barr assure la distribution de gaz de 31 communes mais également d'électricité. Le siège social est situé au no 1 rue du Lycée à Barr.
Générale d'Installations Énergétiques (GIE) : filiale à 100 % de R-CUA. Elle assure l'entretien et l'exploitation de chaufferies depuis 1985. Elle est installée au 13 place des Halles dans l'immeuble du groupe.
Réseaux de chaleur urbains d'Alsace (R-CUA) : filiale de R-GDS (51 %) et de Primeo Energie (49 %), acteur territorial des réseaux de chaleur. Exploite à ce jour 11 réseaux de chaleur bas-carbone dans l'Eurométropole de Strasbourg, Mulhouse Alsace Agglomération et Saint-Louis, le réseau de chaleur du quartier du Wacken à Strasbourg (Eco2 Wacken). 
Réseaux de chaleur urbains de l'Est (R-CUE) : filiale de R-GDS (49 %)  et de Primeo Energie (51 %), acteur territorial des réseaux de chaleur, R-CUE se positionne comme opérateur de réseaux de chaleur sur le Grand Est.  
Ancienne filiale : 
Énerest Gaz de Strasbourg : créée le 1er octobre 2008 comme filiale à 100 % de Réseau GDS et fournisseur historique de gaz à Strasbourg. Elle rejoint en 2012 le groupe Électricité de Strasbourg et devient, en 2013, ÉS Gaz de Strasbourg. L'accueil commercial d'ÉS Gaz de Strasbourg demeure cependant au rez-de-chaussée de l'immeuble historique de R-GDS (place des Halles / 1 rue des Bonnes Gens).